# Meramec Township (comté de Phelps, Missouri)
Meramec Township est un ancien township, situé dans le comté de Phelps, dans le Missouri, aux États-Unis,.
Le township est fondé en 1857 et baptisé en référence à la rivière Meramec.